# The Seinfeld Chronicles
"The Seinfeld Chronicles" (As Crônicas de Seinfeld), também conhecido como "Good News, Bad News" ou "Pilot", é o episódio piloto da sitcom da NBC, Seinfeld. O piloto, o primeiro dos 180 episódios de Seinfeld, foi escrito por Larry David e Jerry Seinfeld (este último que atua na série como uma versão fictícia de si mesmo), e foi dirigida por Art Wolff. Durante o episódio, Jerry se preocupa com as intenções de uma mulher que pede para ficar na casa dele enquanto ela está na cidade a trabalho. O episódio foi ao ar em 5 de julho de 1989 e foi reprisado em 28 de junho de 1990, após o programa ter sido escolhido como uma série. Mais tarde, Seinfeld se tornou uma das sitcoms mais bem-sucedidas da história da televisão.
O episódio piloto exibe algumas diferenças do resto da série. O personagem Kramer (interpretado por Michael Richards) é chamado "Kessler" (que eventualmente é "retconado" no episódio "The Betrayal" da temporada 9), e também tem um cachorro que não aparece durante o resto da série. Outro personagem frequente, Elaine Benes, não aparece no episódio. Os personagens principais, Jerry Seinfeld e George Costanza (Jason Alexander), comem na lanchonete Pete's (um cenário cujo exterior era sobra de The Muppets Take Manhattan), ao contrário do Monk's Café. Diferenças entre como os personagens se comportavam no episódio piloto e no resto da série também foram percebidas, assim como a música-tema diferente.
A personagem Claire, a garçonete (Lee Garlington) foi originalmente planejada  como uma personagem frequente, mas foi abandonada e substituída pela Elaine (Julia Louis-Dreyfus). No episódio de Chat Show, de Kevin Pollack, em 2 de setembro de 2011, o convidado Jason Alexander disse que Garlington fez sugestões importunas ao co-criador da série Larry David e que seu papel foi abandonado devido a essas sugestões. O piloto tem como convidada a atriz Pamela Brull fazendo o papel de Laura.

## História
A série começa com  Jerry Seinfeld e George Costanza sentados na lanchonete Pete's, debatendo sobre o lugar de um dos botões da camisa de George. A garçonete, Claire, coloca para cada um uma xícara de café. George se preocupa se Claire está lhe dando café normal ou descafeinado, dizendo que ele não quer cafeína no café. Claire, para irritá-lo, sugere que ofereceu café regular. Jerry então conta para George sobre uma mulher que ele conheceu em Lansing, Laura, que está vindo para Nova Iorque. Jerry se pergunta se ela tem segundas intenções com ele. Os dois continuam a falar sobre ela após deixarem a lanchonete e irem à lavanderia.
Na noite seguinte, Jerry conta a seu vizinho Kessler (como é conhecido até então) que acha que mal interpretou a situação com Laura. Jerry recebe uma ligação de Laura, que pergunta se ela pode passar a noite no apartamento dele. Jerry a convida, mas ainda está inseguro se a visita dela é ou não com segundas intenções. George e Jerry continuam a falar sobre isso, com Jerry determinado a encontrar a verdadeira razão de sua visita.
No aeroporto, George e Jerry continuam a tentar identificar os possíveis sinais que Laura pode dar em sua chegada, com George explicando o significado de várias saudações. Entretanto, quando Laura chega, sua saudação é ambígua. Jerry e Laura chegam ao apartamento. Laura tira os sapatos e um excesso de roupas para ficar confortável, e enquanto ainda estava de meia-calça pede por vinho, apaga as luzes e pergunta se pode passar uma segunda noite lá. Quando Jerry começa a ficar confiante, o telefone toca para Laura. Quando Laura desliga o telefone, diz a Jerry: "Nunca fique noivo". Jerry então percebe que não tinha chance nenhuma com Laura, mas já tinha comprometido a si mesmo e a seu apartamento de uma cama a um fim de semana inteiro com ela -  incluindo um passeio de barco de cinco horas por Manhattan.

## Produção

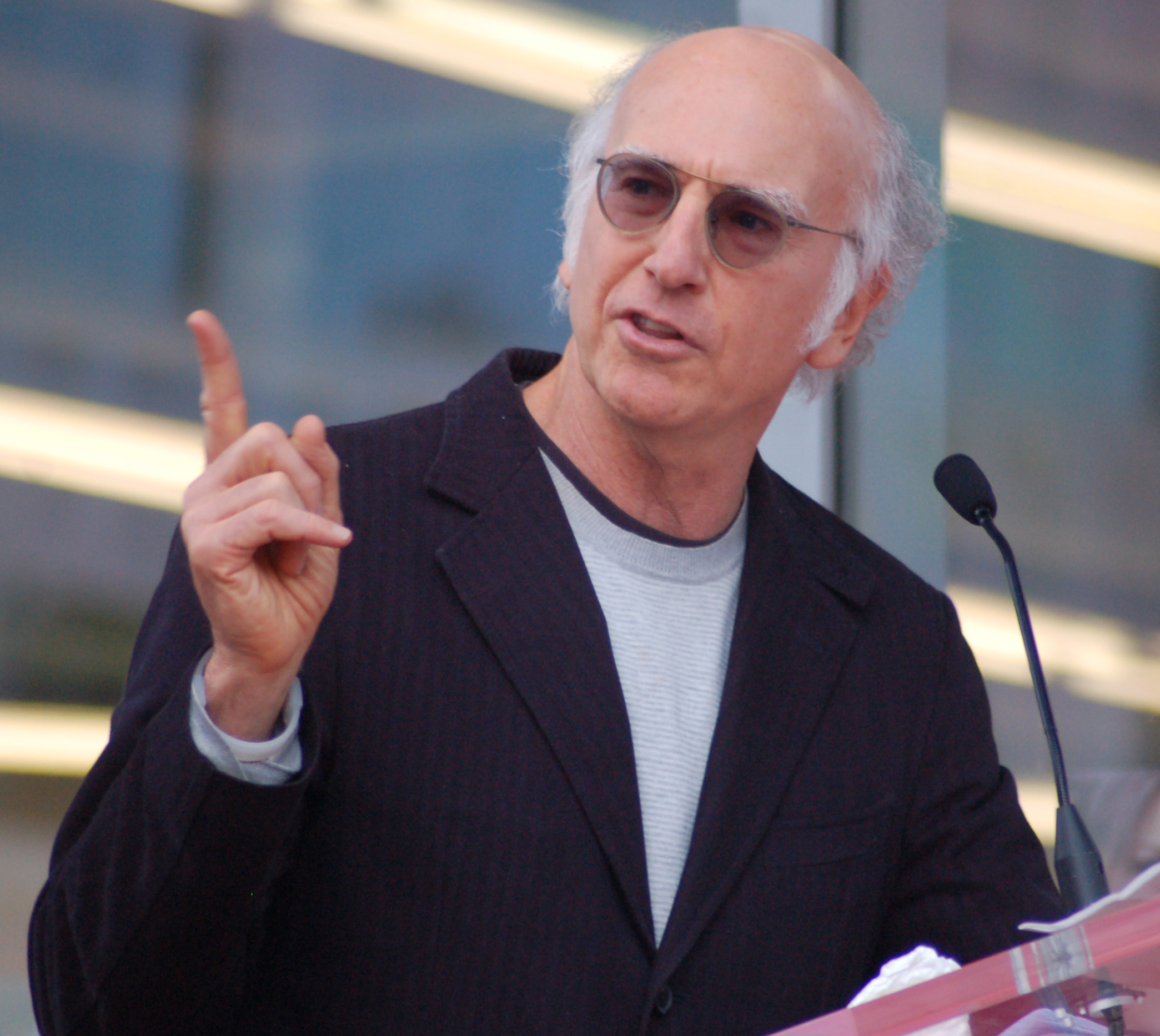
Larry David co-escreveu o episódio.

Seinfeld disse que a ideia para o episódio foi mostrar que há "lacunas na sociedade onde não há regras". O piloto foi filmado no palco 8 do estúdio Red Studios Hollywood, o mesmo estúdio onde The Dick Van Dyke Show foi filmado. O elemento stand-up do piloto foi visto como uma exibição distinta; entretanto, uma parte desse material não foi incluída na versão exibida. No piloto, Kramer tem um cachorro chamado Ralph, incluído para que a rotina de stand-up que Seinfeld escreveu sobre cachorros pudesse ser utilizada. Porém, essa rotina foi cortada e, como resultado, Ralph nunca foi explicado, e não aparece em nenhum outro episódio. 
Originalmente, George era para ser um comediante, como Jerry. Versões anteriores do roteiro apresentavam George, chamado de "Bennett", discutindo sua performance de stand-up. Porém, essa ideia foi abandonada e George se tornou um corretor imobiliário. Claire, a garçonete, foi originalmente chamada de "Meg". O personagem de Kramer não aparece no primeiro esboço do roteiro. Em roteiros posteriores, ele aparece como "Kramer", mas como Kramer era devido a uma pessoa real (Kenny Kramer), ele foi chamado de "Hoffman", e depois de "Kessler", devido a preocupações sobre os direitos de uso de nome. O título original para o piloto era Stand Up, que mais tarde foi mudado para The Jerry Seinfeld Show e Good News, Bad News. Entretanto, a produção e os escritores se referem ao piloto como The Seinfeld Chronicles para evitar confusão com um episódio posterior de Seinfeld chamado "The Pilot". Outros títulos foram considerados, incluindo Signals e The Airport Pick-Up. O piloto contém uma música tema diferente, composta por Jep Epstein, que nunca mais foi usada. Jonathan Wolff toma o lugar como o responsável pela música característica de baixo slap. Algumas pessoas da audiência foram figurantes pagos, mas todas as risadas ouvidas são genuínas.
Uma cena deletada do episódio mostra Jerry e George dirigindo ao aeroporto, onde eles falam sobre mudar as mãos da rodovia e dar "acenos de obrigado". Isso foi reutilizado nos episódios posteriores "The Good Samaritan" and "The Puerto Rican Day". Algumas partes do material de stand-up exibidos no piloto foram filmadas para um episódio da segunda temporada, "The Ex-Girlfriend", mas foram cortadas do episódio.

## Recepção

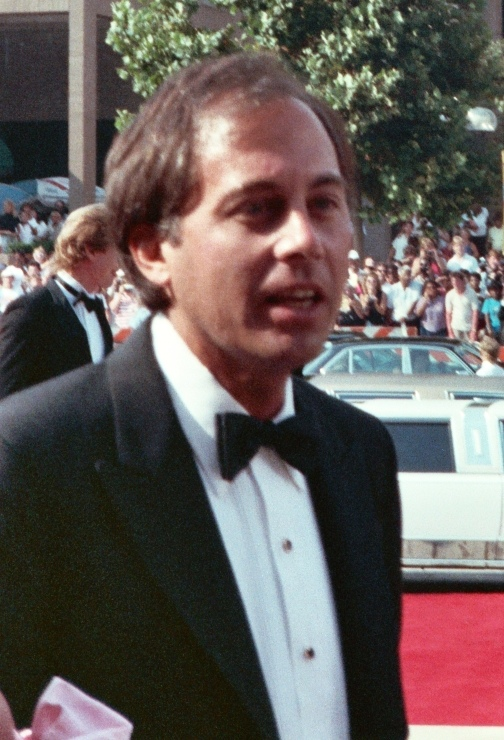
O executivo da NBC, Brandon Tartikoff, estava preocupado que o programa fosse "muito nova-iorquino, muito judeu".

Na exibição inicial em 5 de julho de 1989, o episódio foi mal recebido pelos grupos-teste de audiência, que deram a ele uma classificação geral de "Fraco". Dentre os comentários, havia "Você não pode ficar muito animado com dois caras indo para a lavanderia"; "O amigo fracassado de Jerry, George, não é um personagem poderoso"; e "Por que eles estão interrompendo o stand-up para essas histórias estúpidas?". Outras pessoas reclamaram que o programa era "muito judeu" e "muito Nova Iorque". Jerry foi visto como ingênuo, denso e fraco. Como resultado, a NBC abriu mão do programa.
Entretanto, o executivo da NBC Rick Ludwin acreditava que a série tinha potencial. Então, ele deu a Seinfeld um orçamento para criar mais quatro episódios, que constitiu no resto da primeira temporada. Phil Rosenthal escreveu, "Sem Ludwin, não haveria Seinfeld. Ele se encarregou do piloto, conseguiu dinheiro de seus orçamentos especiais para manter o programa vivo e tomou conta do programa em toda a produção".
Essa foi a menor temporada subsidiada de uma sitcom na história da televisão.
Julia Louis-Dreyfus (Elaine) disse que não estava ciente do piloto antes de se tornar uma personagem frequente em Seinfeld. Supersticiosamente, ela disse que nunca vai assistir a esse episódio.
Quando foi exibido, o piloto recebeu uma classificação Nielsen de 10,9/19, significando que o piloto foi assistido por 10,9% dos telespectadores americanos, e que 19% de todas as televisões em uso na hora da exibição estavam ligadas no episódio. Quando foi reprisado pela primeira vez em 28 de junho de 1990, recebeu uma classificação de 13,9/26. Essas classificações foram altas o bastante para assegurar uma segunda temporada.
Uma pesquisa da NBC mostrou que o programa foi popular com jovens adultos masculinos. Isso incentivou a NBC a continuar exibindo o programa.